# Municipio de Dunnstable
El municipio de Dunnstable (en inglés: Dunnstable Township) es un municipio ubicado en el condado de Clinton en el estado estadounidense de Pensilvania. En el año 2000 tenía una población de 945 habitantes y una densidad poblacional de 39.1 personas por km².

## Geografía
El municipio de Dunnstable se encuentra ubicado en las coordenadas 41°10′06″N 77°22′23″O / 41.16833, -77.37306.

## Demografía
Según la Oficina del Censo en 2000 los ingresos medios por hogar en la localidad eran de $47,981 y los ingresos medios por familia eran de $51,250. Los hombres tenían unos ingresos medios de $32,333 frente a los $20,469 para las mujeres. La renta per cápita de la localidad era de $19,382. Alrededor del 5,4% de la población estaba por debajo del umbral de pobreza.